# Phyllonorycter juncei
Phyllonorycter juncei là một loài bướm đêm thuộc họ Gracillariidae. Nó được tìm thấy ở quần đảo Canaria và Madeira.
Ấu trùng ăn Genista tenera, Teline maderensis, Teline stenopetala và Spartium junceum. Chúng ăn lá nơi chúng làm tổ.

## Phụ loài
- - Phyllonorycter juncei juncei (Canary Islands)
  - Phyllonorycter juncei madeirae Deschka, 1976 (Madeira)